# Жико
Жико (фр. Giscos) насеље је и општина у југозападној Француској у региону Аквитанија, у департману Жиронда која припада префектури Лангон.
По подацима из 2011. године у општини је живело 206 становника, а густина насељености је износила 6,43 становника/km². Општина се простире на површини од 32,06 km². Налази се на средњој надморској висини од 95 метара (максималној 128 m, а минималној 75 m).

## Демографија
| 1962. | 1968. | 1975. | 1982. | 1990. | 1999. | 2011. |
| ----- | ----- | ----- | ----- | ----- | ----- | ----- |
| 199   | 210   | 188   | 197   | 172   | 171   | 206   |

График промене броја становника у току последњих година